# Louis de Grandmaison (1864-1940)
Pour les articles homonymes, voir Grandmaison.
Pour les autres membres de la famille, voir Famille Loyzeau de Grandmaison.
Louis-Joseph-Armand Loizeau de Grandmaison, né le 18 août 1864 à Tours, mort le 31 août 1940 à Tours, est un archiviste et historien français.

## Biographie

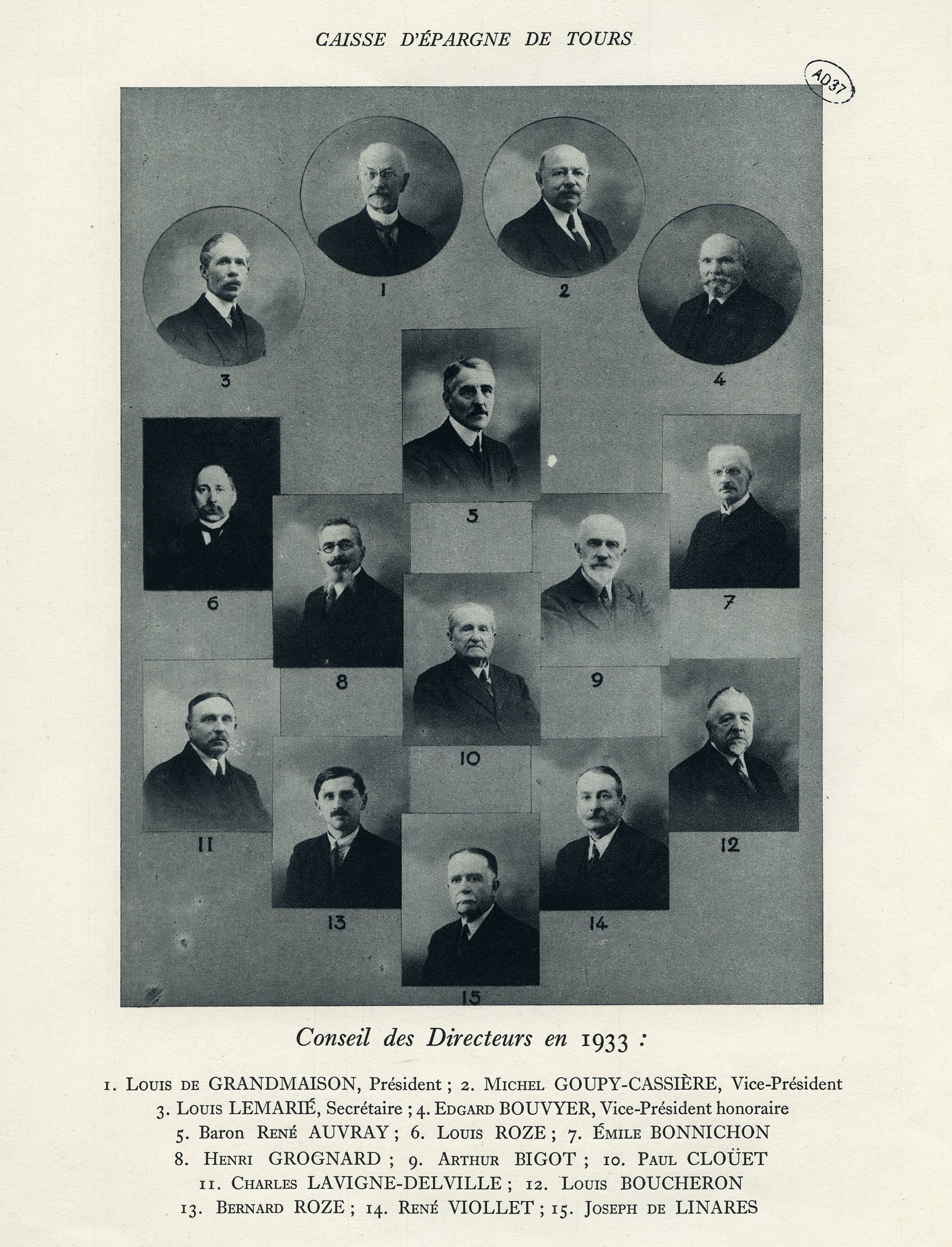
Caisse d'épargne de Tours - Conseil des directeurs en 1933.

Fils de Charles de Grandmaison et d'Aurélie Thiou, élève au collège Saint-Grégoire de Tours, puis de l'École des chartes où il obtient le diplôme d'archiviste paléographe en 1887, il est archiviste départemental d'Indre-et-Loire de 1894 à 1906.
Il préside le conseil d'administration de la Mutuelle d'Indre-et-Loire contre l'incendie, le conseil des directeurs de la Caisse d'épargne de Tours et la Conférence des caisses d'épargne de l'Ouest. Il est par ailleurs vice-président du Comité d'inspection de la Bibliothèque de Tours et président du conseil central de Tours de la Société Saint-Vincent-de-Paul.
De 1904 à 1910, puis de 1938 à 1940, il est président de la Société archéologique de Touraine.
Il meurt le 31 août 1940 à Tours à l'âge de 76 ans.

## Publications
- 1898 : En territoire militaire - L’expansion française au Tonkin, Plon (prix Auguste-Furtado en 1899)
- 1936 : Mémoires de Marie du Bois, Paris-Vendôme (prix d'Académie)

## Distinctions
- Chevalier de la Légion d'honneur (26 aout 1932)[2]
- Officier de l'Instruction publique
- Officier de l'ordre du Mérite social
- Médaille d'or de la prévoyance sociale en 1931

## Pour approfondir